# Strenzfeld

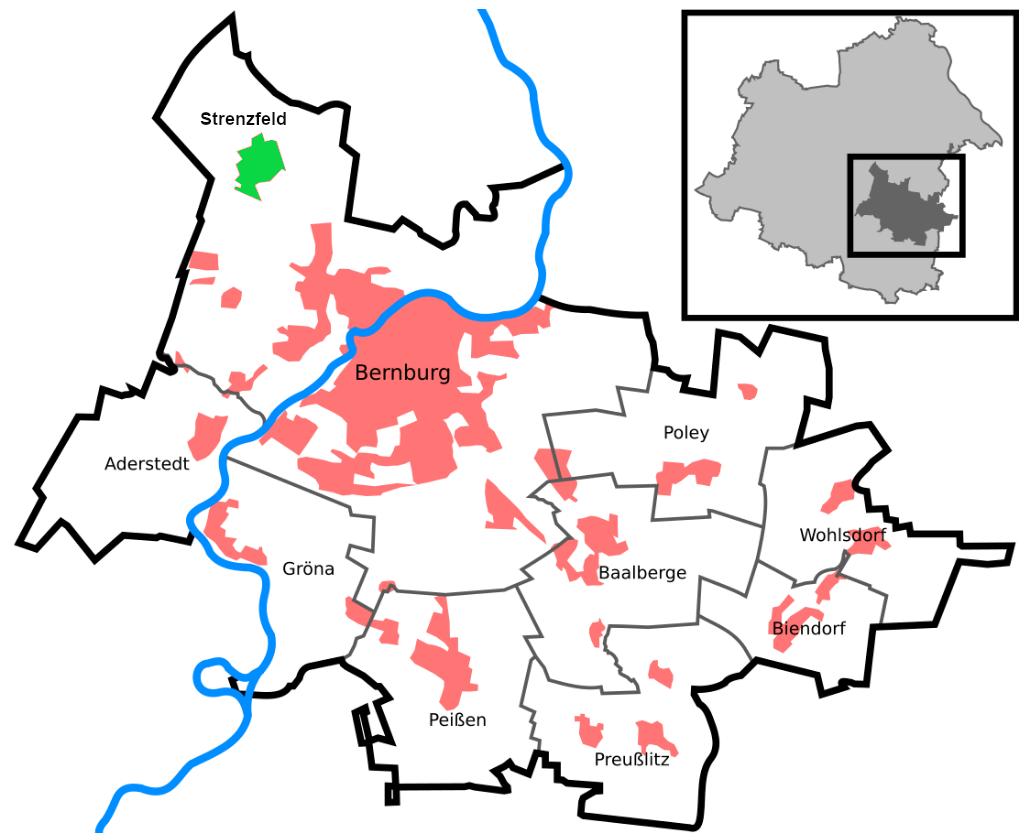
Stadtteil Strenzfeld (grüne Markierung) von Bernburg (Saale)

Der Stadtteil Strenzfeld liegt im nordwestlichen Teil der Stadt Bernburg (Saale) an der L 50 und der A 14 Richtung Magdeburg.
Der 1500-Einwohner-Stadtteil hat einen ländlichen Charakter. Alljährlich findet ein Erntefest statt, welches unter anderem historische Landmaschinen und Rundflüge bietet.

## Geschichte

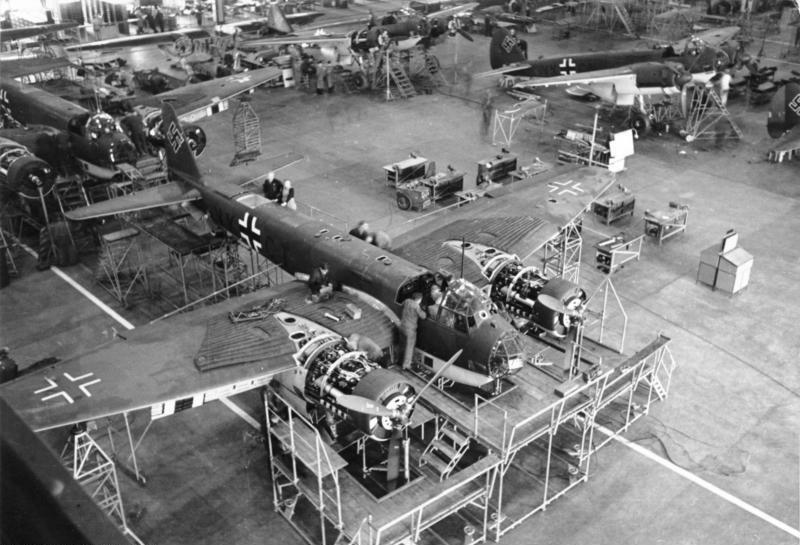
Endmontage von Ju 88-Flugzeugen, vermutl. Junkers-Werk Bernburg.

Die erste große Baumaßnahme auf dem Gebiet des heutigen Strenzfeld fanden während der nationalsozialistischen Diktatur statt. Im nördlich von Strenzfeld gebauten „Werk Bernburg“ der Junkers Flugzeug- und Motorenwerke wurden Kampfflugzeuge vom Typ Junkers Ju 88 endmontiert und auf dem zugehörigen Werksflugplatz von der Luftwaffe übernommen. Das ehemalige Junkers-Werk Bernburg lag bei: 51° 50′ 16″ N, 11° 41′ 57″ O
Zu DDR-Zeiten entwickelte sich Strenzfeld zum Stadtteil, als die Hochschule für Land- und Nahrungsgüterwirtschaft sowie das Institut für Getreideforschung Bernburg-Hadmersleben ansässig wurden. Viele Mitarbeiter siedelten sich hier an, so dass sich ein eigener Stadtteil entwickelte. Heute ist hier einer der drei Standorte der Hochschule Anhalt ansässig.
Auf dem zentralen Platz hat die Landesanstalt für Landwirtschaft, Forsten und Gartenbau des Landes Sachsen-Anhalt ihren Sitz. Die zum 1. Januar 2006 aus der Landesanstalt für Landwirtschaft und Gartenbau hervorgegangene Landesanstalt für Landwirtschaft, Forsten und Gartenbau (LLFG) mit Hauptsitz in Bernburg-Strenzfeld ist Kompetenzzentrum und technische Fachbehörde für das Ministerium für Umwelt, Landwirtschaft und Energie, für Behörden, Landwirtschaftsbetriebe und Verbände in Sachsen-Anhalt. Übergeordnetes Ziel ist der Erhalt und die Entwicklung einer wettbewerbsfähigen und zugleich umweltschonenden, nachhaltigen Landwirt- und Forstwirtschaft einschließlich Gartenbau.
Mit dem Erwerb landeseigener Ackerflächen und Gebäude im Jahre 2010 verpflichtete sich die Deutsche Landwirtschafts-Gesellschaft zur Gründung eines Internationalen Pflanzenbauzentrums. Im Jahr 2012 fanden die DLG-Feldtage zum ersten Mal auf dem Internationalen DLG-Pflanzenbauzentrum (IPZ) nahe dem Ortsteil Strenzfeld statt.
Strenzfeld wird heute hauptsächlich von der Hochschule Anhalt geprägt. Die meisten Einwohner studieren oder arbeiten an der Hochschule oder an einer vor- oder nachgelagerten Einrichtung.